# Francisco Chahuán

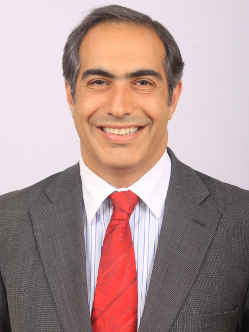
Francisco Chahuán, 2010

Francisco Chahuán Chahuán (* 20. Mai 1971 in Viña del Mar) ist ein chilenischer Anwalt und Politiker der Renovación Nacional (RN). Er gehörte zwischen 2006 und 2010 dem Abgeordnetenhaus von Chile an. Seit 2010 vertritt er die Región de Valparaíso im Senat von Chile. 2021 wurde er während des innerparteilichen Konflikts um den Kurs der Partei angesichts der Verfassungsdebatte in Chile von der Parteibasis überraschend zum Parteivorsitzenden der RN gewählt.

## Familie
Chahuán ist der Sohn von Fuad Chahuán Aguad und Lidia Chahúan Issa. Beide Eltern entstammten  Zweigen der Familie Chahuán, die ursprünglich aus der Stadt Beit Dschala kamen, die heutzutage in den Palästinensischen Autonomiegebieten liegt. Aus dieser Stadt sind seit der zweiten Hälfte des 19. Jahrhunderts zahlreiche Einwohner nach Südamerika ausgewandert, was dazu führte, dass inzwischen mehr Nachfahren dieser Auswanderer in Südamerika leben als die Stadt heute Einwohner hat. Chahuáns Großeltern erreichten ihre neue Heimat Anfang des 20. Jahrhunderts und ließen sich in La Calera nieder. Chahuán ist mit Sandra Ibáñez Chesta verheiratet, die als Richterin am Familiengericht von Viña del Mar tätig ist. Sie haben zusammen vier Kinder.

## Ausbildung und Berufsleben
Als Schüler besuchte Chahuán zunächst das Instituto Rafael Ariztía in Quillota. Seinen Abschluss machte er 1988 am Colegio de los Sagrados Corazones in Viña del Mar. Es folgte ein Studium der Rechtswissenschaft an der Universidad de Valparaíso, das er 1996 erfolgreich abschloss. 1997 absolvierte er ein zusätzliches Studium als interner Umweltprüfer nach ISO 14001, um die Einhaltung von Umweltstandards gewährleisten zu können. Er erwarb weitere Diplome an der Universidad Andrés Bello und bei der Weltorganisation für geistiges Eigentum in der Schweiz.
Er war von 1991 bis 1993 als rechtlicher Berater für den Senatoren Sergio Romero Pizarro tätig. Danach arbeitete er bis 1997 als Anwalt für verschiedene Unternehmen und Institutionen, darunter Frigorífico Osorno SA, Procobro, Yissus y Cia. Ltda. und die Sociedad Comercial Cordillera Ltda. Ab 1997 war er als Jurist bei der Kommune Limache angestellt, einer Kleinstadt in der Región de Valparaíso. Im selben Jahr übernahm er zudem die Rechtsberatung bei dem Unternehmen Empresa Melón SA, die er bis 2004 ausübte. In dieser Firma war er kurzzeitig zusätzlich im Management tätig.

## Politische Laufbahn

### Anfänge in der Renovación Nacional
Sein politisches Engagement setzte 1990 im dritten Jahr seines Jurastudiums ein, als er zum Generalsekretär der Studentenvereinigung gewählt wurde. Im darauffolgenden Jahr übernahm er das Amt des Vizepräsidenten der Vereinigung. Zeitgleich war er Vorsitzender der Allgemeinen Union der palästinensischen Studenten. 
Er begann sich in der Jugendorganisation der Renovación Nacional zu engagieren. Zwischen 1995 und 1997 war er Vorsitzender der Jugendorganisation in der Región de Valparaíso. Von 1997 bis 2006 war er Mitglied in einer parteiinternen Kommission, die sich für die politische Weiterentwicklung der Partei einsetzte. Er füllte mehrere regionale Parteiämter in seiner Heimatregion aus, ehe er in der nationalen Partei Verantwortung übernahm. Zwischen 1997 und 1999 war er Regionalgeneralsekretär für die Region V, von 1999 bis 2001 Vorsitzender der Partei in Viña del Mar und Concón. Von 2002 bis 2005 war er Vizepräsident der regionalen Sektion der RN. Anschließend wurde er zum nationalen Vizepräsidenten gewählt, was er zwischen 2006 und 2008 blieb.

### Abgeordneter und Senator
Bei der Parlamentswahl 2005 trat er erstmals bei einer nationalen Wahl an. Er kandidierte für seine Partei im Wahlkreis 14 für das Abgeordnetenhaus von Chile und wurde auf Anhieb als einer von zwei Kandidaten gewählt. Der zweite Abgeordnete für den Wahlkreis, der die Städte Viña del Mar und Concón umfasst, war Rodrigo González Torres von der PPD.
Chahuán strebte nach nur einer Amtszeit im Abgeordnetenhaus bei der nächsten Parlamentswahl 2009 einen Sitz im Senat von Chile an. In seinem Wahlkreis, in dem nach damaligem Wahlrecht zwei Senatssitze vergeben wurden, traten mehrere prominente Politiker an. Dazu zählten Ricardo Lagos Weber (PPD), der Sohn des früheren Präsidenten Ricardo Lagos, sowie der populäre UDI-Politiker Joaquín Lavín, der bei den letzten beiden Präsidentschaftswahlen 1999/2000 und 2005/2006 als Kandidat des Rechtsparteienbündnisses Alianza por Chile angetreten war. Dass Chahuán einen der beiden Sitze knapp gewinnen konnte, wohingegen Lavín die Wahl in den Senat verfehlte, sorgte landesweit für Aufsehen.
Bereits im Vorfeld der Präsidentschaftswahl in Chile 2017 war Chahuán als ein möglicher Kandidat des neuen Rechtsparteienbündnisses Chile Vamos im Gespräch, hatte allerdings wenig Aussichten, sich gegen seinen Parteikollegen und Ex-Präsidenten Sebastián Piñera durchzusetzen, der für eine zweite Amtszeit kandidierte und die Präsidentschaftswahl für sich entscheiden konnte. Chahuán trat bei der zeitgleich mit dem ersten Wahlgang der Präsidentschaftswahl stattfindenden Parlamentswahl an. Infolge der Wahlrechtsreform in Chile 2015 kam erstmals das neue Wahlrecht zur Anwendung, wodurch in seinem Wahlkreis für den Senat nun fünf Plätze vergeben wurden. Er wurde neben Juan Ignacio Latorre (RD), Ricardo Lagos Weber (PPD), Isabel Allende (PS) und dem Ex-Admiral Kenneth Pugh für eine weitere Amtszeit von 2018 bis 2026 gewählt.
Für die Präsidentschaftswahl in Chile 2021 galt Chahuán zunächst als aussichtsreicher Kandidat des Rechts-Bündnisses. Innerhalb der Renovación Nacional musste er sich dem Parteivorsitzenden und früheren Verteidigungsminister Mario Desbordes in einer Vorwahl stellen. Als sich abzeichnete, dass Desbordes mehr interne Unterstützer hinter sich versammelte und sich eine Gruppe um den Senator Rafael Prohens gegen eine Nominierung Chahuáns aussprach, verzichtete Chahuán auf eine Kandidatur und ließ seine Mitgliedschaft in der RN ab dem 21. Januar 2021 ruhen. Im Juni 2021 gewann die von Chahuán geführte innerparteiliche Opposition eine Mitgliederwahl gegen Desbordes und er wurde von der Parteibasis zu dessen Nachfolger als Vorsitzender der Renovación Nacional bestimmt, was die Absichten der Befürworter einer Präsidentschaftskandidatur von Desbordes durchkreuzte. Hintergrund des innerparteilichen Konflikts ist die Haltung zu dem durch die Proteste in Chile 2019/2020 ausgelösten Verfassungsgebungsprozess in Chile: Während Chahuán und sein Flügel, darunter der neue Generalsekretär Diego Schalper, im Vorfeld der Volksabstimmung vom 25. Oktober 2020 für die Beibehaltung der von Augusto Pinochet erlassenen Verfassung Chiles von 1980 warben, befürworteten Desbordes und seine Anhänger die von der großen Mehrheit der Bevölkerung unterstützte Option für eine neue Verfassung.